# Cung Tiến
Cung Tiến (sinh 27 tháng 11 năm 1938 - mất 10 tháng 5 năm 2022) là một nhạc sĩ Việt Nam nổi tiếng theo dòng nhạc tiền chiến. Ông được xem như nhạc sĩ trẻ nhất có sáng tác được phổ biến rộng với bài "Thu vàng" năm 14 tuổi,  "Hoài cảm" năm 15 tuổi. Mặc dù Cung Tiến  tự nhận là một người nghiệp dư trong âm nhạc và chỉ xem âm nhạc như một thú tiêu khiển nhưng ông đã để lại những nhạc phẩm rất giá trị như "Hương xưa" (viết năm 19 tuổi), "Hoài cảm", "Nguyệt cầm".

## Thân thế và đào tạo
Ông tên thật là Cung Thúc Tiến, sinh tại Hà Nội. Thời kỳ trung học, Cung Tiến học xướng âm và ký âm với hai nhạc sĩ nổi tiếng Chung Quân và Thẩm Oánh. Trong khoảng thời gian 1957 đến 1963, Cung Tiến du học ở Úc ngành kinh tế và ông có theo tham dự các khóa về dương cầm, hòa âm, đối điểm, và phối cụ tại Âm nhạc viện Sydney.
Trong những năm 1970 đến 1973, với một học bổng cao học của Hội đồng Anh (British Council) để nghiên cứu kinh tế học phát triển tại Cambridge, Anh, ông đã dự thêm các lớp nhạc sử, nhạc học, và nhạc lý hiện đại tại đó.

## Nhạc phẩm
Về ca khúc, Cung Tiến sáng tác rất ít và phần lớn các tác phẩm của ông đều sau 1954 trừ các bài "Thu vàng", "Hoài cảm". Hai tác phẩm này được ông viết năm 1953 khi mới 14-15 tuổi, nhưng chúng thường được xếp vào dòng nhạc tiền chiến bởi cùng phong cách trữ tình lãng mạn. Tự nhận mình là một người nghiệp dư trong âm nhạc, viết nhạc như một thú tiêu khiển, Cung Tiến không chú ý tác quyền và lăng xê tên tuổi mình trong lĩnh vực âm nhạc. Các nhạc phẩm "Hoài cảm", "Hương xưa" của ông được xếp vào những ca khúc bất hủ của tân nhạc Việt Nam.
Ra hải ngoại, ông làm việc trong lãnh vực tài chính ngân hàng nhưng hoạt động thêm về âm nhạc. Cung Tiến viết nhạc tấu khúc Chinh phụ ngâm năm 1987, soạn cho 21 nhạc khí, được trình diễn lần đầu vào ngày 27 tháng 3 năm 1988 tại San Jose, California với dàn nhạc thính phòng San Jose, và đã được giải thưởng Văn Học nghệ thuật quốc khánh 1988.
Năm 1992, Cung Tiến hoàn thành tập Ta về, thơ Tô Thùy Yên, cho giọng hát, dẫn đọc, ngâm thơ và một đội nhạc cụ thính phòng. Năm 1993, với tài trợ của The Saint Paul Companies để nghiên cứu nhạc quan họ Bắc Ninh và các thể loại dân ca Việt Nam khác, ông đã soạn Tổ khúc Bắc Ninh cho dàn nhạc giao hưởng. Năm 1997, ca đoàn Dale Warland Singers, đã đặt ông một bản hợp ca nhân dịp kỷ niệm 25 năm thành lập ca đoàn nổi tiếng quốc tế này. Năm 2003, Cung Tiến đã trình làng một sáng tác nhạc đương đại "Lơ thơ tơ liễu buông mành" dựa trên một điệu dân ca Quan họ. Ông là hội viên của hội nhạc sĩ sáng tác ở Minneapolis, Minnesota, Hoa Kỳ.
Ông qua đời tại Los Angeles, California, Hoa Kỳ, ở tuổi 83, Lễ tang và lễ hỏa táng của được cử hành ngày 2 tháng 6 năm 2022 tại California, Mỹ.

## Biên soạn
Ngoài sáng tác, Cung Tiến còn đóng góp nhiều khảo luận và nhận định về nhạc dân gian Việt Nam cũng như nhạc Hiện đại Tây phương. Trong lãnh vực văn học, những thập niên 1950 và 1960, với bút hiệu Thạch Chương, Cung Tiến cũng đã từng đóng góp những sáng tác, nhận định và phê bình văn học, cũng như dịch thuật, cho các tạp chí Sáng Tạo, Quan điểm, và Văn. Hai trong số các truyện ngắn ông dịch và xuất bản ở Việt Nam là cuốn Hồi ký viết dưới hầm của Dostoievsky và cuốn Một ngày trong đời Ivan Denisovitch của Solzhenitsyn. Sau khi định cư tại Hoa Kỳ, ông có viết cho một số báo với bút danh Đăng Hoàng.

## Nhận định
Nhà thơ Du Tử Lê viết về Cung Tiến như sau: 
"Nhiều người cùng giới với nhạc sĩ Cung Tiến cho rằng đa số ca khúc của họ Cung được viết trên căn bản bán cổ điển Tây phương, nên giai điệu rất sang trọng.
Theo tôi, chúng ta có không ít nhạc sĩ xây dựng sáng tác của mình trên khung, nền bán cổ điển Tây phương. Nhưng rất ít người cho phần ca từ của họ nhiều hồn tính Đông phương như Cung Tiến".

## Tác phẩm
- Tổ khúc Bắc Ninh
- Nhạc tấu khúc Chinh phụ ngâm
- Ta Về
- Lơ thơ tơ liễu buông mành
- Tổ khúc Bắc Ninh

### Đĩa nhạc
- Cung Tiến art songs - với Camille Huyền, Walther Giger

### Ca khúc
- Đêm (thơ Thanh Tâm Tuyền)
- Đêm hoa đăng
- Đẹp xưa (thơ Huy Cận) (1954)
- Đôi bờ (thơ Quang Dũng)
- Hoài cảm (1953)
- Hoàng hạc lâu (thơ Thôi Hiệu - Vũ Hoàng Chương dịch)
- Hương xuân
- Hương xưa (1957, viết tặng Duy Trác)
- Kẻ ở (Mai chị về) (thơ Nguyễn Đình Tiên, thường bị nhầm là của Quang Dũng)
- Khói hồ bay (thơ Nguyễn Tường Giang)
- Lệ đá xanh (thơ Thanh Tâm Tuyền, viết tặng Phạm Đình Chương)
- Mắt biếc (khác bài mắt biếc của Ngô Thụy Miên)
- Mùa hoa nở
- Nguyệt cầm (ý thơ Xuân Diệu)
- Thu vàng (1953)
- Thuở làm thơ yêu em (thơ Trần Dạ Từ)
- Vang vang trời vào xuân (thơ Thanh Tâm Tuyền)
- Vết chim bay (thơ Phạm Thiên Thư)